# Liopeltis calamaria
Liopeltis calamaria är en ormart som beskrevs av Günther 1858. Liopeltis calamaria ingår i släktet Liopeltis och familjen snokar. Inga underarter finns listade i Catalogue of Life.
Denna orm förekommer i Nepal, Indien och Sri Lanka. Honor lägger ägg.